# Myanmar i olympiska sommarspelen 1992
Myanmar deltog i de olympiska sommarspelen 1992.

## Friidrott
Herrarnas maraton
- Myint Kan — 2:37,39 (→ 77:e plats)

Damernas 10 kilometer gång
- Ma Kyin Lwan
  - Final — DSQ (→ ingen placering)